# Martin Kirchner (Mediziner)

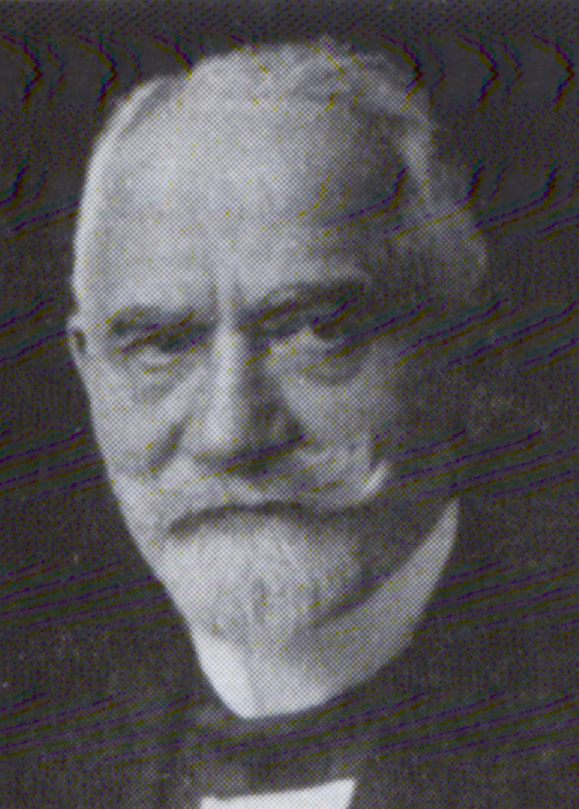
Martin Kirchner

Martin Kirchner (* 15. Juli 1854 in Spandau; † 11. November 1925 in Berlin) war ein deutscher Hygienearzt, Militärarzt und Leiter des preußischen Gesundheitswesens.

## Leben und Wirken
Martin Kirchner war Sohn eines evangelischen Pastors in Spandau. Nach Besuch des Joachimsthalschen Gymnasiums in Berlin studierte er zunächst Geschichte und Philosophie in Halle, wechselte aber bald zur Medizin über. Er ließ sich an der Berliner Pépinière zum Militärarzt ausbilden und war von 1878 bis 1896 Truppenarzt. 1878 erfolgte auch seine Promotion zum Doktor der Medizin, die Approbation zum Arzt erhielt er 1880. Von 1887 bis 1889 war er als Stabsarzt im Hygiene-Institut der Universität Berlin bei Robert Koch tätig. 1894 habilitierte er sich an der TH Hannover für Hygiene.
Von 1896 bis 1911 war er im preußischen Kultusministerium tätig – seit 1898 als Geheimer Medizinalrat in der Medizinalabteilung des Ministeriums. Von 1900 bis 1911 war er außerordentlicher Professor an der Universität Berlin. Als Geheimer Obermedizinalrat leitete er von 1911 bis 1919 die ins Innenministerium verlagerte Medizinalabteilung. Als Ministerialbeamter hat Kircher maßgeblich das preußische Kreisarztgesetz sowie die Neuordnung der ärztlichen und zahnärztlichen Ausbildungs- und Prüfungsordnung und die Seuchengesetzgebung beeinflusst. Die Organisation der Medizinaluntersuchungsämter und der preußischen Desinfektorenschulen gehen weitgehend auf seine Initiative zurück. Wesentlichen Anteil hatte Kirchner an der Organisation der Tuberkulose- und Krebsbekämpfung, des Rettungswesens, der Schulgesundheits- und Schulzahnpflege und des ärztlichen Fortbildungswesens. Nach seiner Pensionierung als Ministerialdirektor war Kirchner Mitglied der Stadtverordnetenversammlung in Berlin und Bezirksverordneter in Schöneberg sowie zeitweise auch Abgeordneter im preußischen Landtag.
Kirchner war 1904 Mitbegründer der Zeitschrift für ärztliche Fortbildung.

## Schriften (Auswahl)
- Die Entdeckung des Blutkreislaufs. Historisch-kritische Darstellung. Berlin 1878.
- Grundriß der Militärgesundheitspflege. Bruhn, Braunschweig 1896.
- Hygiene und Seuchenbekämpfung. Gesammelte Abhandlungen. Berlin 1904.
- Schutzpockenimpfung und Impfgesetz. Unter Benutzung amtlicher Quellen. Berlin 1911.
- Ärztliche Kriegs- und Friedensgedanken. Fischer, Jena 1918.
- Robert Koch. Springer, Wien / Berlin 1924; link.springer.com